# 班亞德 (阿肯色州)
班亞德（英語：Banyard）是位於美國阿肯色州華盛頓縣的一個非建制地區。該地的面積和人口皆未知。

## 地理
班亞德的座標為35°45′36″N 94°12′25″W / 35.76000°N 94.20694°W，而該地的平均海拔高度為604米（即1982英尺）。